# 雪乡
雪乡（藏語：ཞོག་མདའ་），是中华人民共和国西藏自治区拉萨市达孜区下辖的一个乡镇级行政单位。

## 行政区划
雪乡下辖以下地区：
扎西岗村和雪普村。